# Bạch Hà, Đài Nam

Vị trí tại Đài Nam

Bạch Hà (tiếng Trung: 白河區; bính âm: Báihé Qū) là một khu (quận) nông thôn của thành phố Đài Nam, Trung Hoa Dân Quốc (Đài Loan). Một số bộ tộc thổ dân Siraya hiện vẫn sinh sống trên địa bàn quận tuy nhiên hiện văn hóa của họ đã đồng hóa với người Hán. Bạch Hà tiếp giáp với huyện Gia Nghĩa ở phía bắc và phía đông. Quận có diện tích 126,4046 km², dân số vào tháng 8 năm 2011 là 31.074 người thuộc 10.965 hộ gia đình, mật độ cư trú đạt 245,8 người/km².